# Nivell freàtic

Esquema d'un aqüífer artesià: 1. aqüífer, 2. estrats impermeables, 3. àrea d'infiltració, 4. pou artesià, 5. nivell de saturació, 6. pou subartesià, 7. deu artesià

Situació dels pous al nivell peçomètric.

El  nivell freàtic  correspon (en un aqüífer lliure) al lloc on es troba l'aigua subterrània. En aquest nivell la pressió d'aigua de l'aqüífer és igual a la pressió atmosfèrica. 

També es coneix com a capa freàtica, mantell freàtic,  napa freàtica ,  napa subterrània ,  taula d'aigua  o simplement  freàtic .
En perforar un pou de captació d'aigua subterrània en un aqüífer lliure, el nivell freàtic és la distància a la qual es troba l'aigua de la superfície del terreny. En el cas d'un aqüífer confinat, el nivell d'aigua que s'observa en el pou, correspon al nivell piezomètric.